# Sollwertgeber
Ein Sollwertgeber ist Teil eines Steuer- oder Regelkreises. Er dient dazu, einen gewünschten Sollwert 
fix oder variabel vorzugeben.

## Anwendungsbeispiele
- Bei der Raumheizungsregelung wird die gewünschte Raumtemperatur über einen Sollwertgeber eingestellt.
- Bei der elektronischen Fahrzeugsteuerung von Schienenfahrzeugen wird über den Sollwertgeber die Geschwindigkeit des Fahrzeugs vorgegeben; auch das Führerbremsventil ist bei modernen Lokomotiven ein Sollwertgeber. Beide werden meist als Fahr-Brems-Sollwertgeber zusammengefasst.